# Советско-японские пограничные конфликты
Советско-японские пограничные конфликты (яп. 日ソ国境紛争, кор. 소련-일본 국경분쟁) — принятое в советской историографии название ряда пограничных конфликтов между Советским Союзом и Японией в период между 1932 и 1941 годами. Бои между японскими и советскими войсками часто происходили на границе с Маньчжоу-го, государством-сателлитом Японской империи.

## История
Граница между СССР и Китаем на Дальнем Востоке и в Забайкалье никогда не была мирной: в конце 1922 года на Дальнем Востоке окончательно установилась Советская власть, а уже в 1923 году имели место боестолкновения между советскими и китайскими военнослужащими. Большую роль в конфликтной ситуации играла многочисленная белая эмиграция в Маньчжурии, стремившаяся к продолжению вооруженной борьбы с большевиками и активно пользующаяся слабостью китайских властей. На советскую территорию в 1920-х годах вторгались целые отряды, нападавшие даже на крупные населенные пункты и устраивающие диверсии на Транссибирской железнодорожной магистрали.
Сразу же после захвата Японией Маньчжурии напряженность на границе возросла. Частым явлением стали обстрелы советской территории, попытки проникновения на неё японских военнослужащих и сформированных ими диверсионных отрядов из местного населения. С 1932 по 1940 год имели место 891 нарушение границы японскими военнослужащими, 433 обстрела советской территории и советских судов, на советскую территорию было заброшено 57 вооруженных банд. Советскими пограничниками были задержаны 2 732 нарушителя границы. Убиты 80 и ранены 107 советских граждан.
В марте 1935 года в ходе операции "Мечтатели" была захвачена заброшенная японскими спецслужбами через границу разведывательно-диверсионная группа (белоэмигранты И. В. Кобылкин и Е. Л. Перегудов), у которых изъяли два револьвера и пистолет "браунинг" с патронами, антисоветскую литературу, советские рубли и доллары США.
С 1935 года ситуация на границе резко осложнилась, нередкими стали настоящие бои на границе силами от нескольких человек до роты с каждой из сторон, с погибшими и ранеными. По данным советской стороны, только за семь месяцев 1935 года японская авиация 24 раза пересекала границу и японские речные корабли — 46 раз, имели место 33 обстрела советской территории; японцы в свою очередь утверждали о 126 нарушениях границы советской стороной.
11 октября 1935 года в ходе несения службы по охране государственной границы пограничник В. С. Котельников обнаружил, что на сопке Крутая оборудована огневая позиция для пулемёта и доложил об этом начальнику погранзаставы. Начальник погранзаставы ст. лейтенант Черных принял решение усилить оставшийся на сопке наряд в составе двух пограничников отделением пограничников с ручным пулемётом (которые заняли позиции на склоне сопки) и выдвинуть к границе тревожную группу с пулемётом "максим" под командованием Кабакова (которая заняла позиции севернее сопки и должна была нанести удар во фланг противника после пересечения им линии границы). Перешедшая границу группа из 20 японских солдат была встречена винтовочно-пулемётным огнём, оказалась в огневом мешке и начала отступать в юго-западном направлении, используя для маскировки заросли камыша. В это время прибывшая к месту боя конная группа пограничников под командованием лейтенанта Евграфова атаковала отступавших японских солдат в конном строю, после чего японцы с потерями отступили за линию границы. В бою погиб пограничник В. С. Котельников и был ранен помощник начальника погранзаставы Влач, также была убита лошадь пограничника Скачко (атаковавшего японцев в конном строю в составе конной группы лейтенанта Евграфова).
Всего в 1935 году на границе имело место 10 боёв между советскими и японскими пограничниками и военнослужащими, в 1936 году — 12, а число вооружённых провокаций было огромным: в 1936 — 50, в 1937 — 87, — в первой половине 1938 — 124.

### Бои у озера Хасан
Бои у озера Хасан (29 июля — 11 августа 1938 года), также известные в Японии и Китае как Чангкуфенгский инцидент, были провалившейся попыткой японцев захватить часть советской территории. Предлогом послужили территориальные претензии марионеточного государства Маньчжоу-го к СССР. Японское правительство считало, что СССР неверно истолковал разграничение территорий, закреплённое в Пекинском договоре между Российской империей и Китаем, и даже самовольно переносил пограничные столбы.

### Бои на Халхин-Голе
Бои на Халхин-Голе (11 мая — 15 сентября 1939 года) были названы так из-за реки Халхин-Гол, протекающей через место боёв; в Японии они известны как Номоханский инцидент (из-за близлежащей деревни Номохан). Причиной конфликта стал спор о делимитации границы между Монголией и Маньчжоу-го. В начале конфликта японским войскам удалось занять часть монгольской территории, но уже в августе японская группировка была окружена силами РККА в районе Халхин-Гола и разгромлена.

## Пакт о нейтралитете
В результате поражения японцев в боях на Халхин-Голе, 13 апреля 1941 года Япония и СССР подписали пакт о нейтралитете. Позднее, когда в декабре 1941 года войска Германии стояли под Москвой, Гитлер просил японцев напасть на СССР на Дальнем Востоке, но они отказались присоединиться к Третьему рейху в его войне с СССР, хотя они и были участниками Оси. Как считают многие историки, именно поражение на Халхин-Голе сыграло главную роль в отказе от планов нападения на СССР. Также поражение привело к отставке кабинета, а в дальнейшем к торжеству так называемой «морской партии», отстаивавшей идею экспансии в сторону Юго-Восточной Азии и островов Тихого океана, что неминуемо вело к столкновению с США. 5 апреля 1945 года советское правительство через посла Японии в Москве сделало заявление о денонсации договора, в результате чего, по мнению советской стороны, пакт прекратил своё существование. Когда через четыре месяца, 9 августа 1945 года, СССР начал войну с Японией, это стало для неё неожиданностью, поскольку по мнению японской стороны, денонсация не означала прекращения действия договора, посему срок пакта истекал 25 апреля 1946 года.